# Sean (animador)
Sean John Klamik (22 de julho de 1935 – 5 de janeiro de 2005) foi um animador americano especializado em erotismo gay e quadrinhos. Seus desenhos animados com temas homossexuais foram os primeiros a aparecer em publicações americanas, incluindo um artigo regular nos primeiros anos de The Advocate . Ele trabalhou sob dois pseudônimos: Shawn para publicações gays mais populares, como In Touch, e para publicações fetichistas, como Drummer e Bound & Gagged .

## Vida pessoal
Em 1965, Klamik iniciou um relacionamento com Jim Newberry; eles permaneceram juntos até a morte de Klamik por câncer de pulmão em 2005.